# Départements du Honduras

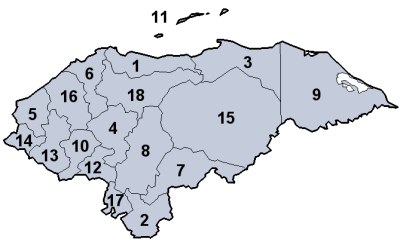
Carte des départements du Honduras

Le Honduras est actuellement divisé en 18 départements (en espagnol : departamentos).
Chaque département est dirigé par un gouverneur, qui représente le pouvoir exécutif et est nommé par décret du président de la République.
Les services de l'administration départementale sont situés pour la plupart dans une ville qui porte le titre de cabecera, terme équivalent aussi bien à « chef-lieu » qu'à « capitale ».
Le chef-lieu est habituellement situé dans la ville la plus peuplée du département.

## Liste
| #  | Département       | Chef-lieu           | Municipalités | Superficie (km²) | Population (2013) | Densité (hab./km²) | Création |
| -- | ----------------- | ------------------- | ------------- | ---------------- | ----------------- | ------------------ | -------- |
| 1  | Atlántida         | La Ceiba            | 8             | 4 251,20         | 436 252           | 80,90              | 1902     |
| 2  | Choluteca         | Choluteca           | 16            | 4 211,00         | 437 618           | 73,40              | 1825     |
| 3  | Colón             | Trujillo            | 10            | 8 874,80         | 309 926           | 18,50              | 1881     |
| 4  | Comayagua         | Comayagua           | 21            | 5 196,40         | 493 466           | 49,50              | 1825     |
| 5  | Copán             | Santa Rosa de Copán | 23            | 3 242,00         | 371 057           | 89,10              | 1869     |
| 6  | Cortés            | San Pedro Sula      | 12            | 3 954,00         | 1 562 394         | 303,50             | 1893     |
| 7  | El Paraíso        | Yuscarán            | 19            | 7 489,00         | 444 507           | 37,00              | 1869     |
| 8  | Francisco Morazán | Tegucigalpa         | 28            | 7 946,00         | 1 508 906         | 211,50             | 1825     |
| 9  | Gracias a Dios    | Puerto Lempira      | 6             | 16 630,00        | 90 795            | 2,20               | 1957     |
| 10 | Intibucá          | La Esperanza        | 17            | 3 072,00         | 232 553           | 58,50              | 1883     |
| 11 | Islas de la Bahía | Roatán              | 4             | 260,60           | 62 557            | 92,10              | 1872     |
| 12 | La Paz            | La Paz              | 19            | 2 331,00         | 198 926           | 48,00              | 1869     |
| 13 | Lempira           | Gracias             | 28            | 4 290,00         | 321 179           | 42,00              | 1825     |
| 14 | Ocotepeque        | Ocotepeque          | 16            | 1 680,00         | 146 430           | 45,83              | 1906     |
| 15 | Olancho           | Juticalpa           | 23            | 24 350,90        | 520 761           | 16,80              | 1825     |
| 16 | Santa Bárbara     | Santa Bárbara       | 28            | 5 115,00         | 421 337           | 56,89              | 1825     |
| 17 | Valle             | Nacaome             | 9             | 1 565,00         | 174 511           | 77,32              | 1893     |
| 18 | Yoro              | Yoro                | 11            | 7 939,00         | 570 595           | 44,72              | 1825     |

## Formation des départements
- 1825. La première division territoriale est intervenue le 28 juin 1825, lorsque l'Assemblée constituante de la république fédérale des Provinces unies d'Amérique centrale a décrété la division de ce qui est l'actuel Honduras en sept départements (en italique la correspondance approximative avec les départements actuels) :
  - Choluteca (Choluteca) ;
  - Comayagua (Comayagua, Intibucá, La Paz, Valle, Francisco Morazán en partie);
  - Gracias (Copán, Lempira, Ocotepeque) ;
  - Olancho (El Paraíso, Olancho) ;
  - Santa Bárbara (Cortés, Santa Bárbara) ;
  - Tegucigalpa (Francisco Morazán en partie) ;
  - Yoro (Atlántida, Colón, Gracias a Dios, Yoro).

- 1834. Une nouvelle division territoriale réduit à quatre le nombre des départements :
  - Choluteca : réunion du département de Tegucigalpa et du département de Choluteca ;
  - Olancho : réunion du département de Yoro et de la majeure partie du département d'Olancho.
  - San Pedro Sula : réunion de Comayagua et de la partie occidentale du département de Yoro ;
  - Santa Bárbara : réunion du département de Gracias et du département de Santa Bárbara ;
- 1869 : division en 11 départements :

Choluteca, Comayagua, Copán, El Paraíso, Francisco Morazán, Gracias, La Mosquitía, La Paz, Olancho, Santa Bárbara, Yoro
- 1872 : création de deux départements :
  - La Victoria, par démembrement partiel du département de [Choluteca.
  - Islas de la Bahía, après leur annexion à la république du Honduras.
- 1874 : suppression du département de la Victoria et réincorporation dans le département de Choluteca.
- 1881 : création du département de Colón, qui prend approximativement les contours de La Mosquitía.
- 1883 : création du département d'Intibucá, par démembrement partiel des départements de La Paz et de Gracias.
- 1893 : création de deux départements :
  - Valle, par démembrement partiel du département de Choluteca.
  - Cortés, par démembrement partiel du département de Santa Bárbara.
- 1902 : création du département d'Atlántida, par démembrement partiel des départements de Yoro et de Colón.
- 1906 : création du département d'Ocotepeque, par démembrement partiel du département de Copán.
- 1957 : création du département de Gracias a Dios, par démembrement partiel du département de Colón.